# Далекосхідний завод «Звєзда»
Далекосхідний завод «Звєзда» (рос. Дальневосточный завод «Звезда») — російське (радянське) суднобудівельне і судноремонтне підприємство, що знаходиться в місті Великий Камінь Приморського краю.
Будівництво Далекосхідного суднобудівельного заводу № 892 було ініційовано у листопаді 1945 року постановою Раднаркому. Завод заклали в бухті Великий Камінь на тихоокеанському узбережжі СРСР. 3 грудня 1954 року почав працювати перший виробничий цех. На початковому етапі підприємство займалося ремонтом цивільних та допоміжних військових суден. З 1957 завод розпочав ремонтувати і переобладнати підводні човни, спочатку дизельні, а з 1962 — і атомні. Основним завданням підприємства було визначення підтримання боєздатності кораблів Тихоокеанського флоту.
З 1989 на заводі розпочалися роботи з утилізації атомних підводних човнів.
У квітні 2022 року, через вторгнення Росії в Україну, завод «Звєзда» потрапив під санкції США, а 19 жовтня 2022 — під санкції України.